# 교고쿠 다카하루
교고쿠 다카하루(京極高晴, 1938년 1월 18일 ~ 2024년 5월 6일)는 일본의 사업가이자 신토 승려이다.
교고쿠는 에도 시대 이전과 도요오카시를 통치했던 교고쿠 가문(구 다지마 도요오카 가문)의 제15대 당주이다. 1947년에 폐지된 메이지 시대 화족(귀족)의 후손 중 하나였다.
교고쿠는 2024년 5월 6일 86세의 나이로 경막외혈종으로 사망했다.